# Guadalupe Peak
Guadalupe Peak nebo také Signal Peak je hora v pohoří Guadalupe Mountains na jihu USA, 140 km východně od města El Paso. S nadmořskou výškou 2667 metrů je nejvyšším vrcholem státu Texas. Vrchol je celoročně dostupný po značené pěší stezce z osady Pine Springs. Firma American Airlines nechala v roce 1958 na hoře vztyčit jehlan z nerezavějící oceli připomínající sté výročí zavedení pravidelné dostavníkové dopravy přes okolní Čivavskou poušť. Obelisk obsahuje vrcholovou knihu. 